# Château de Lihérin

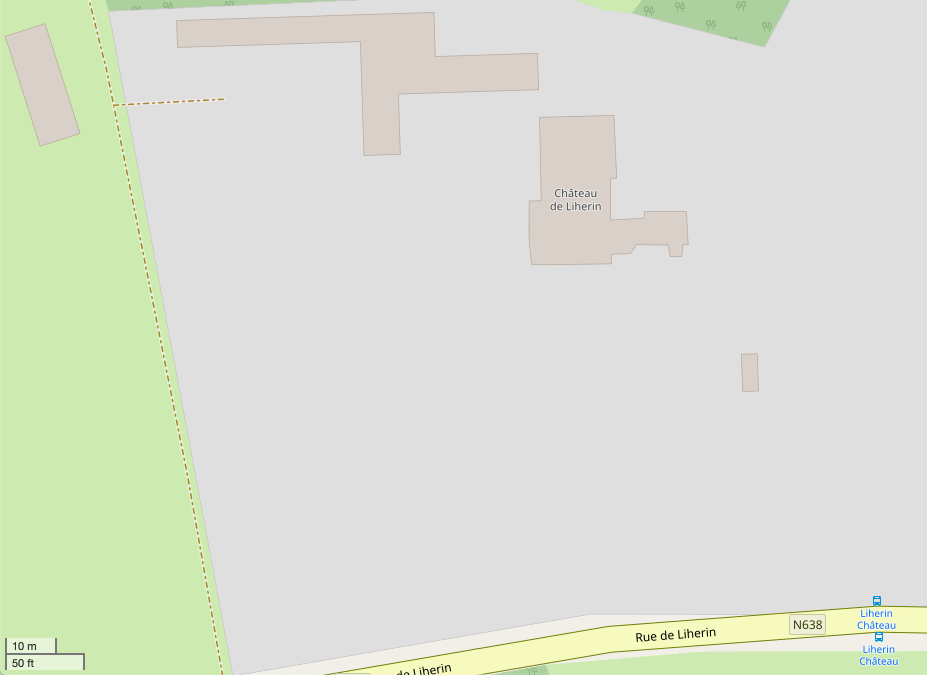
Plan des bâtiments du château de Lihérin - sur OpenStreetMap

Le château de Lihérin, aussi appelé château de La Laide-Fagne, se situe au no 8 de la rue de Lihérin, sur la commune de Gouvy, à l'Ouest du village de Steinbach (sur la route N638 vers Cetturu), en province belge de Luxembourg, Wallonie, Belgique. 